# Park Krajobrazowy Wysoczyzny Elbląskiej
Park Krajobrazowy Wysoczyzny Elbląskiej – obszar chroniony obejmujący najciekawsze fragmenty Wysoczyzny Elbląskiej, porośnięty głównie lasami bukowymi. Park został utworzony 26 kwietnia 1985 r. uchwałą WRN w Elblągu (Uchwała Nr VI/51/85).
Powierzchnia Parku: 13 417,47 ha, powierzchnia otuliny: 7679,16 ha.
Mimo położenia na przeciwległym krańcu Polski ma cechy obszaru górskiego, o czym świadczy choćby roślinność – żebrowiec górski, pióropusznik strusi oraz lilia złotogłów. Faunę reprezentują jeleń, popielica, jenot, bielik, trzmielojad, żuraw, orlik krzykliwy i inne bardziej pospolite gatunki. Najwyższym punktem jest Góra Srebrna (198,5 m n.p.m.), występują liczne potoki. Odwiedzając park warto też wybrać się też do barokowego pałacu w Kadynach.

## Rezerwaty przyrody
- Kadyński Las
- Buki Wysoczyzny Elbląskiej
- Dolina Stradanki
- Nowinka
- Zatoka Elbląska – niewielkie jego fragmenty leżą w Parku i jego otulinie

Poprzednia, pierwotna nazwa to Park Krajobrazowy Wzniesienie Elbląskie.

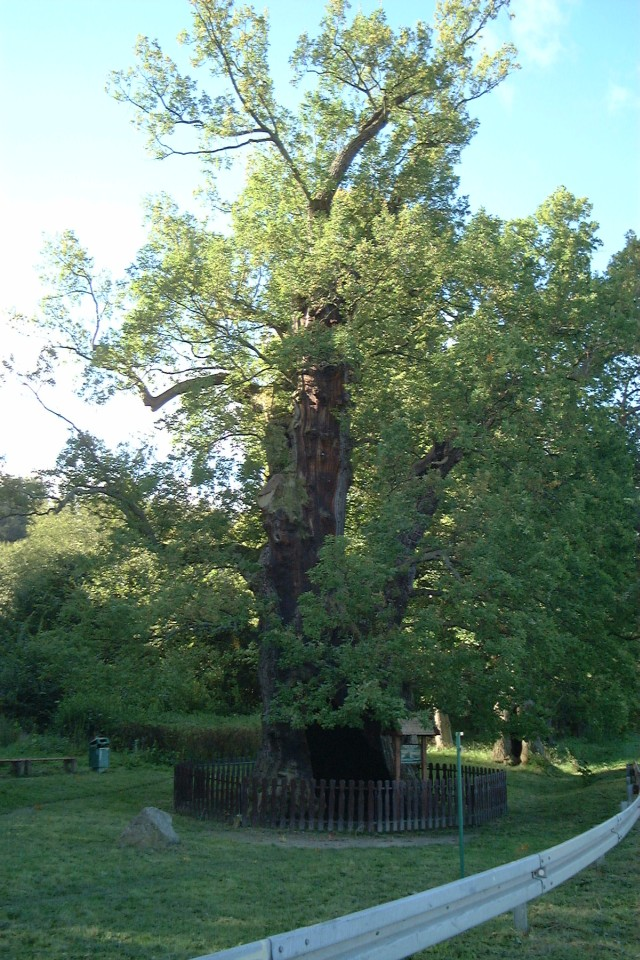
Dąb Bażyńskiego